# Ceratomyxa minuta
Ceratomyxa minuta is een microscopische parasiet uit de familie Ceratomyxidae. Ceratomyxa minuta werd in 1960 beschreven door Meglitsch. 